# Muhammad Jamiruddin Sircar
Muhammad Jamiruddin Sircar (né le 1er décembre 1931) est un avocat et homme politique bangladais qui a été président par intérim du Bangladesh en 2002. Il a occupé le poste de président du Parlement du Bangladesh. Il est l'un des membres fondateurs du Parti nationaliste du Bangladesh et a été membre du comité permanent, qui était l'organe de décision politique du parti, dès sa création.

## Jeunesse
Sircar est né de Moulvi Ali Baksh et de Bégum Fakhrunnessa à Panchagarh, dans le nord du Bengale. Il a obtenu son Master of Arts et son baccalauréat universitaire en droit à l'université de Dacca et a rejoint le barreau pour pratiquer le droit en 1960. Il est parti à Londres en 1961 pour obtenir le diplôme de Barrister-at-Law et a été admis et appelé au barreau par l'Honorable Society of Lincoln's Inn, pour pratiquer le droit en tant que membre du barreau anglais et du barreau des pays du Commonwealth.

## Carrière politique
Sircar a ensuite travaillé comme avocat à la Cour suprême du Bangladesh dans les domaines du droit constitutionnel, civil et pénal. En 1977, il a été choisi par le président Ziaur Rahman pour faire partie de la délégation du Bangladesh à l'Assemblée générale des Nations unies. En tant que délégué, il s'est occupé de la commission juridique et a continué à assumer ce rôle pendant les quatre années suivantes, entre 1977 et 1980. En 1981, en tant que ministre d'État aux affaires étrangères, il se rend aux Nations unies pour délibérer sur le processus de paix au Moyen-Orient et le désarmement. Il a ensuite assisté à la conférence des ministres du travail du mouvement des non-alignés à Bagdad. Il a été élu au Parlement dans les circonscriptions de Panchagarh-1 et Dacca -9 en tant que candidat du Parti nationaliste du Bangladesh en 1979, 1991 lors d'une élection partielle dans l'administration de Bégum Khaleda Zia en 1996 et 2001,. Il a perdu les élections en décembre 2008. Il a été élu au Parlement lors d'une élection partielle dans la circonscription de Bogra-6 le 3 avril 2009. Bogra-6 a été libéré, ainsi que Bogra-7, par l'ancienne Première ministre Khaleda Zia.
Du 28 octobre 2001 au 25 janvier 2009, il a occupé la fonction de président du Jatiya Sangsad. Le 21 juin 2002, il devient président par intérim en raison de la démission d'A. Q. M. Badruddoza Chowdhury. Il est resté président par intérim jusqu'à l'élection d'un nouveau président le 6 septembre 2002. En tant qu'orateur, il a refusé d'autoriser la discussion sur l'attentat à la grenade de Dacca en 2004 au Parlement. Il a été critiqué pour son attitude partisane dans la répartition des sièges au Parlement. En 2008, sa défense du Parti nationaliste du Bangladesh et son appel à son retour au pouvoir ont suscité des critiques. Le Daily Star a écrit que le président du Parlement devait être au-dessus de la mêlée politique.
Le 13 avril 2009, un organe d'enquête parlementaire dirigé par la Ligue Awami a rapporté que M. Sircar avait pris 2,7 millions de taka illégalement en tant que facture médicale sans l'autorisation de la Première ministre Khaleda Zia pendant son mandat de président du Parlement. Le 8 novembre 2012, la Commission anti-corruption a déposé des accusations à caractère politique contre lui, alléguant qu'il avait détourné 3,3 millions de taka,. Sircar a saisi la division de la Haute Cour de la Cour suprême du Bangladesh et la procédure a été suspendue, puis la division d'appel a rendu une ordonnance pour statuer sur les demandes de contrôle judiciaire de Sircar devant la division de la Haute Cour. Le système judiciaire du Bangladesh est sévèrement critiqué pour être contrôlé par le gouvernement où un ancien juge en chef a été forcé de quitter son poste de manière inconstitutionnelle. 
En 2018, il a travaillé comme avocat de la défense de l'ancienne Première ministre Khaleda Zia dans l'affaire de corruption du Zia Orphanage Trust (en).

## Vie privée
Sircar est marié à Nur Akhtar. Ensemble, ils ont une fille, Nilufar Jamir, et deux fils, Nawshad Zamir et Naufal Zamir.